# Републикански път III-1221
Републикански път IIІ-1221 е третокласен път, част от Републиканската пътна мрежа на България, преминаващ изцяло по територията на област Видин, Община Видин. Дължината му е 14,4 km.
Пътят се отклонява наляво при 37,2 km на Републикански път III-122 северно от град Видин и се насочва на изток към големия завой на река Дунав. Последователно минава през селата Покрайна, Антимово и Кутово и завършва в центъра на село Кошава.
| Пътища, отклоняващи се надясно (населено място, № на пътя, посока на пътя) | km   | Пътища, отклоняващи се наляво (посока на пътя, № на пътя, населено място)                     |
| -------------------------------------------------------------------------- | ---- | --------------------------------------------------------------------------------------------- |
| Община Видин, III-122, 37,2 km ←                                           | 0,0  | ← 37,2 km, III-122, Община Видин                                                              |
| с. Покрайна                                                                | 1,9  | → с. Покрайна, общински път (за с. Капитановци) → с. Покрайна, общински път (за с. Гомотарци) |
| с. Антимово                                                                | 4,9  | с. Антимово                                                                                   |
| с. Кутово                                                                  | 6,3  | с. Кутово                                                                                     |
| (за с. Сланотрън) общински път ←                                           | 10,2 |                                                                                               |
| с. Кошава                                                                  | 14,4 | с. Кошава                                                                                     |